# Râul Stolojoaia
Râul Stolojoaia este un curs de apă, afluent al râului Polatiștea. 